# Sfârșit de veac în București
Sfârșit de veac în București este un roman social scris de Ion Marin Sadoveanu și publicat în 1944 de către Editura Socec din București.
Romanul reia tema arivismului din Ciocoii vechi și noi (1862) al lui Nicolae Filimon, relatând istoria îmbogățirii fără scrupule a lui Iancu Urmatecu, un arhivar obscur de la tribunalul bucureștean, prin spolierea averii bătrânului și decrepitului baron Barbu. Scriitorul prezintă un proces istoric profund reprezentat de apariția și ascensiunea burgheziei românești prin eliminarea treptată a clasei sociale boierești, reconstituind cu precizie și culoare ultimele decenii ale secolului al XIX-lea. Criticii literari au considerat acest roman ca fiind o „capodoperă românească de tip balzacian”.
Sfârșit de veac în București era proiectat să fie primul volum al trilogiei Lume, din care a apărut ulterior un al doilea volum intitulat Ion Sântu (1957); autorul intenționa să scrie un al treilea volum intitulat Copacul în flăcări sau, după alte surse, Desăvârșirea lui Ion Sântu, dar din acest proiect n-au mai rămas decât titlul și câteva pagini disparate.

## Rezumat

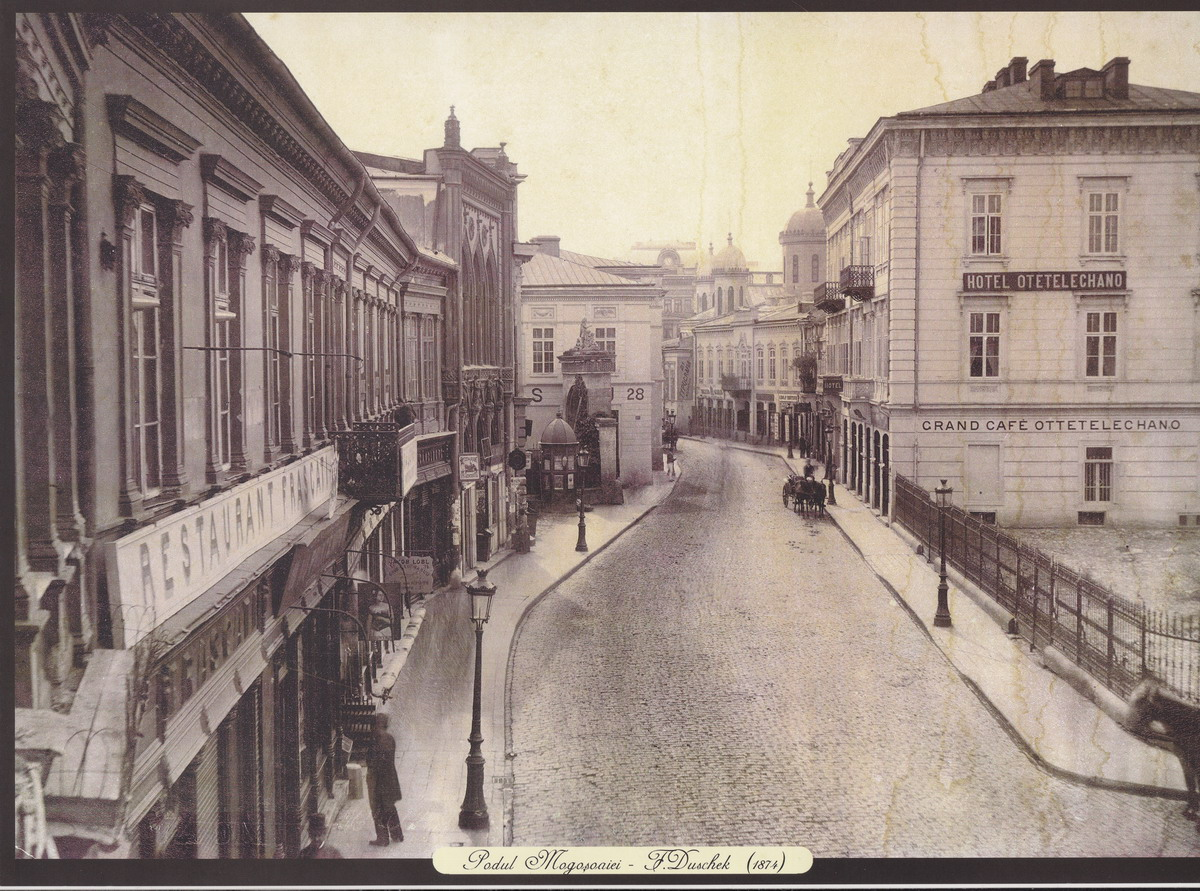
Podul Mogoşoaiei într-o fotografie realizată în 1874 de Franz Duschek.

În ultimul deceniu al secolului al XIX-lea, arhivarul Iancu Urmatecu, provenit din mahalalele bucureștene, a ajuns omul de încredere al baronului Barbu și administratorul averii acestuia în locul bătrânului și onestului Ioachim Dorodan. Dornic să se căpătuiască, Urmatecu profită de slăbiciunile boierului și îi administrează defectuos averea, reușind să se îmbogățească tot mai mult. În același timp, el se folosește de documentele din arhivă pentru a-și crea un inventar complet al averii baronului, strângând în paralel și un bogat material de șantaj la adresa unor persoane avute din imediata sa apropiere. Urmatecu își păstrează un nivel de trai îndestulător, primind la masă în fiecare seară rudele sărace față de care simte un profund dispreț și întreținând relații adultere cu mai multe femei printre care și Jurubița, cumnata sa. Destinatara viitoare a averii arhivarului este fiica lui, Amelica, o ființă rea și mediocră, roasă de invidie și pasionată doar de treburile gospodărești.
Sosit la București după ce urmase studii la Viena, tânărul Barbu B. Barbu (alintat Bubi), fiul baronului, este sedus de Jurubița, necunoscând trecutul promiscuu al acesteia. Femeia se distanțează de Urmatecu și începe să-l denigreze, dezvăluindu-i tânărului că arhivarul îl înșeală de ani de zile pe baron, lucru confirmat de Ioachim Dorodan. Crezând că își poate scăpa tatăl de influența nefastă a omului său de încredere, tânărul Bubi obține acceptul baronului pentru înființarea unei fabrici de oglinzi, iar capitalul de 400.000 de lei este obținut printr-un credit garantat cu moșia Bălășoieni (cea mai bună moșie a lui Barbu). Creditorul este de iure zaraful Lefter (unchiul coanei Mița, soția lui Urmatecu), dar banii sunt puși de facto de către Urmatecu și oamenii săi de casă: Lefter, negustorul bulgar Ivanciu și caretașul Friț. Construcția fabricii începe pe moșia Negovanu din județul Vâlcea, cu sprijinul unor meșteri italieni.
Scăpată de soțul ei, Tudorică, care fusese ucis de tatăl lui cel nebun, Jurubița devine concubina lui Bubi. Tânărul este cuprins de plăcerile dragostei și începe să neglijeze fabrica, întârziind plățile către furnizori. Încetul cu încetul, Bubi își dă seama că Jurubița este o femeie incultă, vulgară, lacomă și insensibilă care cochetează și cu Gună Licureanu (prietenul lui din copilărie), dar nu are puterea să o părăsească. Tânărul boier risipește cu amanta sa aproape toți banii destinați construirii fabricii. În același timp, supărat pe Ioachim Dorodan pentru că-i dezvăluise lui Bubi înșelătoriile sale, Urmatecu îl convinge pe boier să demoleze casa în care locuia bătrânul și să-l mute pe acesta la una din moșiile de la țară. Încăpățânat, Dorodan încearcă să intervină fără succes la baron și la Bubi și apoi se duce acasă la arhivar, dar este mușcat mortal de un câine al acestuia. 
Ca urmare a lipsei de bani pentru a plăti ratele la împrumutul contractat de boierul Barbu, moșia Bălășoieni este scoasă la licitație publică și cumpărată de Urmatecu, după ce valoarea ei fusese subevaluată de portărelul Manolache Târcă, finul cumpărătorului. Arhivarul își ipotechează propria casă și se împrumută de la zaraful Lefter pentru a restitui datoria către Ivanciu și caretașul Friț. Cam prin aceeași perioadă, baronul Barbu este convins să accepte postul de ministru al justiției în noul guvern conservator instalat în noiembrie 1891. Urmatecu își dă demisia de la tribunal și devine șef de cabinet al noului ministru, fiind ales apoi ca șef al Corpului Funcționarilor Publici. El este decorat cu Ordinul Coroana României în grad de cavaler și invitat la balul de Anul Nou de la Palatul Regal.
În urma unei crize suferite în Parlament, baronul Barbu este diagnosticat ca bolnav de cancer, iar medicul afirmă că nu mai are mult de trăit. O anchetă dispusă de intransigentul și ambițiosul procuror Hangiu pe baza informațiilor oferite de Jurubița și de ziaristul Potamiani, precum și a denunțului lui Ivanciu (instigat de Jurubița), evidențiază falsul în acte realizat de Manolache Târcă, amenințând să-l trimită la închisoare pe Urmatecu. Încercările de corupere a procurorului eșuează, iar, la sfatul avocatului State Iacomin, fostul arhivar îl convinge pe baronul muribund să semneze o rezoluție ministerială de încetare a anchetei pe motiv că justiția se pronunțase deja în acel caz prin însăși sentința judecătorească de adjudecare, iar „justiția nu se înșală niciodată”. Slăbit de boală, Barbu moare în noaptea următoare.
După moartea baronului, Bubi se mută cu concubina sa în casa de pe Podul Mogoșoaiei, iar femeia primește ca danie moșiile Zidurile și Gliganul. Jurubița și Gună se ocupă de administrarea averii tânărului baron, vânzând și ipotecând o parte dintre moșii pentru a realiza câteva proiecte ambițioase de investiții. Femeia devine tot mai obraznică, iar, după o ceartă aprinsă cu Bubi, Jurubița îl părăsește definitiv și pleacă din țară împreună cu Gună, fiind urmăriți de baron până la granița de la Predeal. Bubi începe să trăiască tot mai retras, iar averea lui se micșorează tot mai mult ca urmare a datoriilor făcute de cei în care avusese încredere. 
În același timp, doctorul Matei Sântu, care-l îngrijise pe conu Barbu în ultimele săptămâni de viață, este invitat periodic în casa lui Urmatecu, care-l dorea ca ginere. Medicul o cere în căsătorie pe Amelica, iar, după o logodnă organizată în ziua de Paști la moșia Bălășoieni (unde Iancu se răzbună pe Ivanciu pentru că l-a denunțat), are loc, în septembrie, nunta la Biserica Domnița Bălașa și o petrecere mare la care participă lume din înalta societate. Sosit la nuntă ca invitat de onoare, Bubi îl roagă cu umilință pe Urmatecu să încerce să-i salveze averea, iar omul de afaceri acceptă.

## Structură
Romanul Sfârșit de veac în București este împărțit în 16 capitole numerotate cu cifre romane, care nu au titluri.

## Personaje

### Rudele lui Urmatecu
- Iancu Urmatecu — arhivar la Tribunalul București, administrator al averii baronului Barbu. Este fiul măcelarului Gherasie și al unei moașe dintr-o mahala bucureșteană. A crescut în casa diaconului de sub Dealul Mitropoliei și apoi a fost luat în casa boierului Grigore. Nu a trecut prin școli, dar are un puternic instinct arivist.
- coana Mița — soția tăcută și supusă a lui Urmatecu, fiica cea mare a boierului Grigore. Este interesată doar de treburile casnice, fiind o colaboratoare pricepută în gospodărie.
- Amelica — fiica lui Urmatecu și a coanei Mița, viitoarea soție a dr. Matei Sântu. Este superficială și are un temperament frigid și ranchiunos.
- Grigore — boier sărăcit de pe urma patimei pentru femei și devenit nebun, tatăl coanei Mița. Este internat la Spitalul Mărcuța.
- Lefter — zaraf zgârcit ce are o dugheană pe Lipscani, unchiul coanei Mița. Posedă mai multe acareturi și hanuri.
- Tudorică — ofițer de pompieri bețiv, fratele coanei Mița și soțul Jurubiței. Moare ucis de propriul său tată, într-o criză de nebunie.
- Lefterică — copist apatic și supărăcios, fratele coanei Mița, holtei. Moare într-un incendiu.
- Ecaterina (Jurubița) — soția ofițerului de pompieri Tudorică (fratele coanei Mița), amanta lui Urmatecu și apoi a baronului Barbu B. Barbu

### Personaje din anturajul baronilor Barbu
- conu Barbu Barbu — baron austriac și mare moșier, deputat, ministru în mai multe guverne conservatoare. A fost înnobilat de împăratul Franz Joseph. Este posesorul unei case pe Podul Mogoșoaiei. Moare în anul 1892.
- Natalia — boieroaică inteligentă și plină de grație, ce răspândește în jur bună înțelegere. Este amanta timp de 20 de ani a baronului Barbu, cu care se cunoscuse la Viena.
- Barbu B. (Bubi) Barbu — unicul fiu al baronului Barbu, fost student la Viena. Reîntors în țară, pune bazele unei fabrici de oglinzi de care apoi nu se mai ocupă și care-l duce la ruină. Este amantul Jurubiței, care-l părăsește la finalul romanului pentru Gună Licureanu.
- conu Ștefan Barbu — fratele mai tânăr al baronului Barbu, boier afemeiat și risipitor ca și fratele său. Este poreclit „Deșucheatu”.
- Ioachim Dorodan — bătrân vechil al boierului Barbu
- Marco Bellini — meșter italian din Murano, administrator al fabricii de oglinzi
- Gună Licureanu — prietenul din copilărie al baronului Bubi, boiernaș fără învățătură și afemeiat. A risipit o moșie și câteva vii. Are o casă lângă Biserica Albă. Reprezintă modelul „secăturii cu sânge albastru”, un „imbecil absolut” care se asociază cu o femeie decăzută pentru a-și jefui prietenul.[8]
- Panaiotache Potamiani — ziarist lacom și ranchiunos, care împrăștie bârfe prin tot Bucureștiul
- Alexandru Hangiu — procuror, ce a urmat studii la Paris. Este tipul de „parvenit calculat și rece, mizând pe intransigență și incoruptibilitate”.[8]

### Apropiați ai lui Urmatecu
- Ivanciu P. Cristu — arendaș și negustor bulgar de prin părțile Giurgiului. Își dorește să parvină, fără a avea calitățile lui Urmatecu.[9]
- Aloïs (Lică) Schweickert — negustor de obiecte din bronz, fost turnător în bronz originar din Viena. Locuiește în București împreună cu surorile sale, Mili și Mali, și este prieten cu Urmatecu. Are o dugheană în casele de lângă Biserica Crețulescu.
- Friț — fost caretaș originar din Berlin, prieten cu Urmatecu. A venit în România la începutul domniei lui Carol I și a devenit proprietarul unui număr mare de trăsuri boierești.
- Păuna — slujnică și amantă a lui Urmatecu, femeie de încredere a acestuia în casa domniței Natalia și apoi la moșia boierului Barbu. Își urmărește cu simț practic propriile interese.
- mamzel Hélène — franțuzoaică frumoasă adusă la București de o poveste de dragoste cu un fiu de boier. Este angajată ca profesoară de limba franceză a Amelicăi și-i stârnește pasiunea lui Urmatecu.
- Paulina Zehi — supraveghetoare la pensionul Amelicăi, fată bătrână. Este o săsoaică slută originară din Brașov, ce se îndrăgostește de Urmatecu.
- Manolache Târcă — portărel, fin al lui Urmatecu
- Tudora — fină de-a coanei Mița, tânără văduvă
- Matei Sântu — medic, fiu de țăran, protejatul prof. Florea Petre, viitorul soț al Amelicăi

### Alte personaje
- State Iacomin — avocat competent de origine italiană, senator liberal. A crescut și a făcut studii în Franța.
- Florea Petre — profesor de medicină, decanul Facultății de Medicină din București și senator liberal, medicul baronului Barbu. Moare la câteva luni după nunta medicului Matei Sântu.
- Irma — supraveghetoare la Spitalul Brâncovenesc, amestec de bucovineancă și poloneză, amanta lui Matei Sântu

## Scriere și publicare

### Scrierea romanului
Romanul Sfârșit de veac în București a fost scris fără grabă, într-o perioadă îndelungată, „cu o savantă artă arhitecturală”, după ce autorul său se remarcase ca dramaturg, cronicar de teatru și poet, fără a-și arăta talentul epic. Cochetarea sa sporadică cu literatura lăsase impresia unei preocupări incidentale.
Ideea acestui roman datează de la începutul anilor '30; Ion Marin Sadoveanu a publicat în anii 1932–1933, în România literară, un ciclu de articole intitulat „Din cărțile lui Ion Sântu”. Scriitorul afirma într-un interviu din 1957 că în acei ani nu avea intenția să scrie un roman, neavând nici măcar viziunea personajului principal, dar că îl obseda numele Ion Sântu pe care-l va purta ulterior nepotul lui Urmatecu.
Scrierea acestui roman a început, după cum a afirmat scriitorul în februarie 1955, într-o noapte viforoasă de decembrie a anului 1935, după ce fusese povestit de mai multe ori, într-un cerc de prieteni, redactarea sa fiind întreruptă după numai două capitole „din cauze din afară de voința autorului”. Scriitorul și-a dorit „să rămână credincios înfățișării realităților de atunci, cu ciudățeniile, scăderile și contrazicerile lor, și cu îmbrățișarea largă și critică a întregii înlănțuiri”.
Primele două capitole au fost publicate unitar în numărul din decembrie 1939 al Revistei Fundațiilor Regale, sub titlul „Din „Cartea lui Ion Sântu” (fragment)”. Textul cuprins în cele unsprezece pagini publicate în revistă era asemănător în proporție mare cu textul primelor două capitole din versiunea finală a cărții, singura diferență importantă fiind suma cerută de baronul Barbu lui Ivanciu pentru vânzarea livezii dinspre Pietroșița (3.000 de lei în prima variantă față de 5.000 de lei în varianta finală). Publicarea celor două capitole a deranjat unele persoane din înalta societate a vremii, Ion Marin Sadoveanu fiind criticat că a renunțat la „decantarea subtilă a esențelor literare” și „mandarinatul estetic” și s-a apucat de o „supărătoare îndeletnicire”.
Criticile primite l-au motivat pe autor să-și continue opera, dovedindu-i că „e pe calea cea bună, că a lovit în plin, și mai ales – cât de cât se putea desluși numai din două capitole – că oamenii lui sunt vii și că indispun ca reale și indezirabile vecinătăți”. Sadoveanu a reluat lucrul la roman în primăvara anului 1943, finalizându-l în toamna aceluiași an. Potrivit autorului, titlul romanului i-a fost sugerat de Tudor Vianu.

### Publicarea cărții
Sfârșit de veac în București a fost publicat pentru prima oară în februarie 1944 de către Editura Socec din București, după ce fusese refuzat de alte edituri. Apariția sa a avut loc în timpul celui de-al Doilea Război Mondial, în perioada bombardamentelor aliate asupra Bucureștiului. Lectura cărții a 
produs „o savoare particulară și dureroasă în același timp”, după cum afirma Perpessicius într-o cronică publicată cu prilejul tipăririi celei de-a doua ediții a romanului de către Editura „Cultura Națională” în vara anului 1947, atenuând parțial teama bucureștenilor de alarmele aeriene ce se întețeau prin intermediul fanteziei unui oraș tihnit și patriarhal. Tirajul era complet epuizat în luna noiembrie a anului 1944. 
Cartea a apărut în mai multe ediții pe parcursul vieții autorului. Ediția a II-a a fost publicată de Editura „Cultura Națională” din București în vara anului 1947. Alte ediții au mai fost publicate de ESPLA în februarie 1955 (cu ilustrații de Aurel Jiquidi) și de Editura pentru Literatură din București în 1962.

### Reacții critice
Romanul a fost bine primit de critică în ciuda unui aspect oarecum desuet al prozei, fiind lăudată reconstituirea ficțională prin fapte, personaje și descrieri a unei perioade din trecutul Bucureștiului, evocată „într-o factură tradițională de mare rafinament”. Criticul Șerban Cioculescu saluta cu entuziasm apariția romanului, scriind într-un articol din revista Viața următoarele cuvinte: „N-am citit poate de la Ion de Liviu Rebreanu un roman românesc așa de obiectiv ca Sfârșit de veac în București. Și tot asa, de la Ion încoace, n-am mai întâlnit la noi un alt romancier cu atâta putere de creație obiectivă ca Ion Marin Sadoveanu”. El lăuda întoarcerea romanului românesc la creația obiectivă, epică, după o perioadă în care interesul romancierilor trecuse de la conștient la subconștient sub influența lui Proust și Bergson, producându-se astfel o criză literară.
Apariția romanului a fost considerată o mare surpriză de criticii literari ai vremii precum Vladimir Streinu și Octav Șuluțiu, care l-au inclus printre cele mai valoroase și mai desăvârșite creații epice ale literaturii române. Construcția solidă a cărții înlătura ideea unui amatorism superficial și era asemănată de critici cu cea care se întâlnește în operele marilor scriitori universali. Octav Șuluțiu afirma în Revista Fundațiilor Regale că Sfârșit de veac în București are un caracter complex (roman social, roman de atmosferă, roman psihologic și roman artist), realizând o „frescă socială și psihologică monumentală”. Scriitorul Victor Papilian exprima și el o opinie superlativă, evidențiind calitățile artistice ale prozei lui Ion Marin Sadoveanu tipice celor mai reușite lucrări epice românești.

## Teme principale
Sfârșit de veac în București abordează într-o manieră originală un subiect frecvent întâlnit în literatura română: ascensiunea morală și materială a burgheziei dublată de decăderea morală și socială a boierimii. Acest fenomen social-istoric nu este prezentat în acest roman într-un mod ideologic, ci ca o fatalitate previzibilă și implacabilă. Subiectul concret îl reprezintă progresul material rapid al lui Iancu Urmatecu și declinul social al baronilor Barbu. 

### Arivismul
Continuator al unor personaje precum Dinu Păturică, Tănase Scatiu, Lică Trubadurul, Gore Pirgu, Tănase Vasilescu-Lumânăraru sau Stănică Rațiu, arhivarul Iancu Urmatecu este un tip caracteristic de parvenit, reprezentându-l pe arivistul modern care se îmbogățește pe urma vechii boierimi scăpătate, al cărei loc îl preia în prim-planul vieții publice. El este „un arivist de nuanță specific bucureșteană, tipul mahalagiului înstărit” care se îmbogățește în scurtă vreme, își face relații și intră în politică, ajungând la moartea protectorului său să se poată menține pe propriile picioare. Urmatecu este mult mai complex și mai bine individualizat decât eroii lui Nicolae Filimon și Duiliu Zamfirescu, nefiind dominat de o parvenire materială, ci și de o ridicare socială și intelectuală asemănătoare într-o oarecare măsură cu cea a personajului Mihnea Băiatu al lui Gib I. Mihăescu.
Parvenitismul a fost un fenomen social caracteristic ascensiunii burgheziei din România, el prelungindu-se o vreme îndelungată și având particularități specifice perioadei istorice în care a avut loc. Profitând de lenea și desfrâul clasei boierești, arendași și funcționari energici încep să se ridice pe plan social, cumpărând moșii și imobile și devenind tot mai prosperi. Noii îmbogățiți din România proveneau adesea de la periferia societății, fiind inculți, vulgari și cu maniere grosolane. Ascensiunea burgheziei și consolidarea situației materiale, pe de o parte, și dezagregarea clasei boierești din România, pe de altă parte, au fost procese istorice de lungă durată, așa după cum remarca plastic Perpessicius în recenzia făcută acestui roman: „orice tunel, chiar acela pe care-l perforează sobolii, cere timp, după cum timp cere și opera subterană a termitelor lucifuge, destrămând fibră cu fibră somptuoasa scară aurită a unui castel medieval”.
Ascensiunea socială a lui Urmatecu nu este descrisă în toate fazele ca în Ciocoii vechi și noi, ci doar în cea a înfloririi. Fiu al unui măcelar și al unei moașe bețive, arhivarul a urcat pe scara socială lingușindu-i pe cei bogați și puternici și reușind să se facă indispensabil. Dorința lui Urmatecu nu este doar simpla parvenire, ci el încearcă să-și însușească comportamentul și obiceiurile aristocrației, strângând antichități provenite de la cei bogați și deprinzând modul de a se îmbrăca și de a mânca elegant. Transformarea sa nu este una completă așa că arhivarul amestecă uneori politețea cu grosolănia, afișând o stare de risipă pe care o consideră a fi un semn al „boieriei”. Spre deosebire de lenea, apatia și blazarea boierimii, noua clasă socială se remarcă prin vitalitate și prin înclinația epicureică spre plăcerile vieții.
Spre deosebire de modelele literare anterioare, Iancu Urmatecu își dorește doar schimbarea condiției sociale, urcarea câtorva trepte pe scara socială și nu ajungerea în vârful piramidei precum Rastignac sau Julien Sorel. Personajul este lipsit de schematism și de îngroșări caricaturale și nu-și face din acumularea de bunuri materiale un unic scop în viață, dorind doar să pătrundă în „lumea bună” și neforțându-și destinul. Urmatecu își înțelege propriile limite și caută să le contracareze, conștientizând importanța științei și culturii în păstrarea și înmulțirii averii prin afaceri grandioase, ca și în ascensiunea pe plan politic. Scopul său este crearea unei independențe materiale urmașilor săi direcți, care să-i pună la adăpost de greutățile pe care le-a trăit el.
Astfel, el încurajează apropierea între fiica sa, Amelica, și medicul Matei Sântu, sperând că generațiile sale următoare vor fi mult mai pregătite pentru a face față vremurilor noi și a realiza saltul social pe care el nu-l poate face. „Și iată-l pe Iancu pentru prima oară apropiindu-se de cărți cu o presimțită și adevărată înțelegere. Ce scria în ele, el nu știa și nu putea să le deosebească pe cele de sus de cele de jos, și-și mărturisea că la cărți nu se gândise aproape niciodată. [...] Neavând nici cea mai mică orientare în cultură, necunoscând faptele, evoluțiile, nuanțele, legăturile, și desfacerile ideilor, și puterea, și schimbarea ce se desprind din ele, el simțea cartea ca pe o hotărâre bună de luat pentru viitor. Iancu Urmatecu trăia acum una din acele clipe atât de însemnate pentru un neam ca al lui, ce-și caută un loc mai bun în lume! De-acum încolo Urmatecu avea să recomande cartea tuturor, ba, ceva mai mult, avea să o ceară și să o impună urmașilor săi”, cugetă el, gândindu-se la viitor.
O variantă feminină a lui Urmatecu este cumnata și amanta sa, Ecaterina, poreclită de el Jurubița. Provenită dintr-o familie săracă, ea manifestă o dorință acerbă de a izbândi în viață și de a se răzbuna pe cei care au cunoscut-o anterior, urmărindu-și interesele cu o perseverență diabolică. Cinică și egoistă, ea își înșală soțul bețiv cu Urmatecu, iar apoi trece în brațele baronului Bubi pe care-l ruinează, obligându-l să-i cedeze cu acte două moșii. Se bucură de moartea soțului ei, încearcă fără succes să-l distrugă pe Urmatecu și îl scoate pe Bubi la un bal în seara când tatăl lui agoniza. În final, îl părăsește și pe Bubi, fugind în străinătate cu prietenul comun Gună Licureanu, o secătură cu un simț practic. Spre deosebire de arivismul lui Urmatecu care are un țel precis, arivismul Jurubiței este unul instinctual.
Mai există și alți ariviști în roman, dar cu un rol secundar: chiristigiul bulgar Ivanciu, dornic să parvină, dar fără a avea calitățile lui Urmatecu; procurorul Alexandru Hangiu, tipul de „parvenit calculat și rece, mizând pe intransigență și incoruptibilitate” sau medicul Matei Sântu, arivist prin căsătorie. Gama variată a tuturor arivismelor este susținută de un elan neobosit și de un instinct vital primitiv către cele două mobiluri eterne ale vieții: banul și puterea.

### Decadența și dispariția socială a aristocrației
Ridicarea pe plan social a burgheziei a avut loc concomitent cu dispariția treptată a clasei boierești. Obișnuiți să trândăvească și să ducă o viață de huzur, boierii din România modernă și-au pierdut rapid simțul practic și nu au mai reușit să țină pasul cu schimbările socio-economice. Ei își irosesc averea agonisită în decursul mai multor generații în mod cinstit sau prin spolierea țărănimii și a statului, ca urmare a cheltuielilor impuse de ducerea unei vieți de desfrâu. Dezagregarea treptată a averilor boierești a reprezentat un simptom generalizat la sfârșitul secolului al XIX-lea, fiind însoțită de ascensiunea administratorilor cu un spirit energic.
În operele literare anterioare, reprezentanții clasei nobiliare încearcă să se revolte precum marele postelnic Andronache Tuzluc care cere pedepsirea lui Dinu Păturică și încearcă să-l sugrume sau ca boierul vechi Dinu Murguleț care îl amenință furios pe Tănase Scatiu: „Îl împușc! îl împușc! Hoțul!... care mi-a mâncat averea!... m-a adus în halul ăsta... Aoleu, aoleu! îl împușc!...” Senilul baron Barbu din Sfârșit de veac în București este însă neputincios în fața hoțiilor lui Urmatecu, ba chiar afirmă că îi este recunoscător pentru că l-a scăpat de o bătaie de cap și de afaceri plictisitoare. Deși este informat periodic că omul său de încredere îl minte și-l înșală, baronul refuză să renunțe la serviciile lui, continuând să-l protejeze (îi spune la un moment dat: „Măcar, Iancule, de mi-ai spune numai minciuni de-astea și de acum încolo!”) și semnează chiar pe patul de moarte o declarație care-l scapă pe fostul arhivar de urmărirea penală.
Baronul este proprietar de terenuri arabile, livezi, podgorii și păduri întinse, dar este cu totul lipsit de simț practic, neștiind nici câte moșii mai are, nici pe unde sunt situate și cu atât mai puțin care ar fi valoarea lor. Pus să fixeze prețul vânzării unei livezi, el privește într-un glob de sticlă și spune o cifră la întâmplare, cerând atâtea mii de lei câți păianjeni se află în acel glob. Exponent anacronic al unei lumi aproape dispărute, Barbu este un visător timid din stirpea prințului Maxențiu (personaj al romanelor Hortensiei Papadat-Bengescu) sau a lui Pantazi (din Craii de Curtea-Veche al lui Mateiu I. Caragiale). El consimte tacit la fărâmițarea propriei averi, fiind preocupat doar să-și întrețină amanta de lux. Personajul trăiește o letargie vegetativă, fiind însuflețit doar de afecțiunea pentru domnița Natalia și pentru cățelușa Fantoche.
Fiul baronului, Bubi, pare o variantă mai tânără a acestuia, având o fire de artist. Deși la început lansează ideea unei fabrici și încearcă să o pună în practică, el își pierde repede interesul, iar lipsa de simț practic îl determină să lase afacerea pe mâna amantei sale, Jurubița, și a prietenului său, Gună Licureanu, pierzând astfel atât fabrica, cât și moșia pe care o ipotecase pentru a obține împrumutul necesar demarării proiectului. Bubi moștenește incapacitatea paternă, având doar o scurtă tresărire de mândrie boierească. Personajul poartă în sânge virusul descompunerii, fiind lipsit de instinctul proprietății, după cum constată singur cu ocazia inspectării moșiilor ce i-au mai rămas după moartea baronului și fuga Jurubiței.
Familia Barbilor este destinată să se stingă, nemaigăsindu-și nicio utilitate în lumea contemporană. Cei doi baroni Barbu, tatăl și fiul, au fost incluși de criticul Dumitru Micu în categoria inadaptaților anacronici din familia morală a prințului Lai Cantacuzin (personaj al romanului Locul unde nu s-a întâmplat nimic (1933) de Mihail Sadoveanu). Criticul Octav Șuluțiu considera că ei sunt exemplare tipice ale unei clase sociale vlăguite și plictisite, care nu sunt cu nimic mai bune din punct de vedere moral decât cei care le iau locul în societate, decăderea lor datorându-se lipsei de aspirații sociale și a energiei vitale. Rezistența lor în fața prăbușirii materiale și sociale este sporadică și lipsită de forță; astfel, Bubi bănuiește la început că Urmatecu îi jefuiește averea tatălui său și încearcă să o salveze prin înființarea unei fabrici, dar termină prin a-i cere ajutorul fostului om de casă pentru a-i salva ce mai rămăsese după fuga Jurubiței. Acesta reprezintă momentul simbolic al recunoașterii procesului social de substituire a boierimii de către burghezie. Personajele par să conștientizeze deznodământul propriei clase sociale și nu fac nimic să îl împiedice.

## Portretizarea familiei regale
Ion Marin Sadoveanu realizează în acest roman descrieri de locuri și personaje în culori de epocă, creând o frescă a societății bucureștene de la sfârșitul secolului al XIX-lea. Prezentarea unui bal de Anul Nou de la Palatul Regal îi oferă scriitorului ocazia de a portretiza perechea regală formată din regele Carol I și regina Elisabeta.
Scriitorul fusese subsecretar de stat la Ministerul Cultelor și Artelor (28 septembrie – 23 noiembrie 1939) în guvernul condus de Constantin Argetoianu și susținuse cultul personalității regelui Carol al II-lea. Astfel, el transmitea într-o scrisoare trimisă la sfârșitul anilor '30 „dragoste și nețărmurit devotament și recunoștință Marelui Stăpân și îndrumător al sufletului românesc”. Cu prilejul aniversării unui deceniu de la Restaurația din iunie 1930, Ion Marin Sadoveanu publică un articol omagial de cinci pagini în Revista Fundațiilor Regale în care afirmă că regele Carol al II-lea întruchipează „disciplina și legământul părinților și bunicilor noștri, Țara, trecutul și rostul nostru întreg”, iar cuvântul său „naște o aceeași vibrare în toți și pretutindeni, căci e ca o taină pe care o poartă cu El”. Exprimarea scriitorului este laudativă, slăvindu-l pe „Marele Rege Cărturar”, care „cu talismanul intimei experiențe neîmpiedecată de nici o înălțime, se așează pavăză și călăuză tuturor alor Săi”.
Cu toate acestea, Ion Marin Sadoveanu realizează o prezentare malițioasă a perechii regale în Sfârșit de veac în București. Astfel, regele Carol I avea „trăsături aspre” și „purta vădit o voință în ochii vii, sub sprâncenele arcuite și ridicate”. Suveranul manifesta un dispreț profund față de supușii săi români, pe care-i considera inferiori germanilor. „Zâmbea îngăduitor, dar numai aparent. În realitate, purta un adânc dispreț pentru toți cei din jurul său, care în nici un fel n-aveau nimic de împărțit cu germanismul predestinat în care credea Karl Zefirin de Hohenzollern”.
Soția sa, regina Elisabeta, este descrisă ca o persoană sedentară și apatică, cu o făptură „grasă și afânată, ascunsă în faldurile largi ale unei rochii cenușii”, ce era menită să-i ascundă obezitatea. Scriitorul considera că îndeletnicirile ei literare erau mediocre, fiind lăudate doar de cei care sperau să obțină un gest de bunăvoință regală: „De curând începuse să se afle prin mica lume românească de numele ei de scriitoare: Carmen Sylva. Toți cei care nutreau nădejdea vreunui câștig – profesorași de tot felul și iarăși gazetărași abili – dădeau buzna la neprecupețite laude în jurul regalei literaturi dulcege, cu eroine despletite și lălâi”.

## Comparații cu alte romane românești
Analizând subiectul și personajele romanului Sfârșit de veac în București, unii critici literari au evidențiat o serie de asemănări între acest roman și Ciocoii vechi și noi. Iancu Urmatecu, baronul Barbu și Jurubița (țiitoarea lui Urmatecu și amanta ulterioară a lui Bubi Barbu, fiul baronului) își găsesc corespondențe în Dinu Păturică, postelnicul Andronache Tuzluc și Kera Duduca din romanul lui Filimon, având un destin similar într-o oarecare măsură.
Perpessicius afirma că aparențele acestor asemănări sunt înșelătoare, pentru că, în ciuda unor apropieri la nivelul subiectului, al stratului social din care provin personajele și al mobilurilor care-i animă, unghiul construcției literare și viziunea autorului este diferită. Astfel, Nicolae Filimon realizează o pledoarie subiectivă în scop demonstrativ, încărcându-și cu o vervă de pamfletar personajele de păcate sau de virtuți, în timp ce Ion Marin Sadoveanu întreprinde cu trudă și tenacitate un studiu migălos, mult mai obiectiv. Există cu toate acestea unele manifestări de subiectivism și în Sfârșit de veac în București, precum în fraza „Și ca să nu se piardă nici o clipă puterea acestei indignări (a baronului), vicleanul om zise iute (...)” în care autorul își califică personajul ca fiind viclean, deși nu se poate ști dacă este vorba de un epitet infamant sau de unul afectuos.
Există deosebiri și în ceea ce privește destinul personajelor. Astfel în timp ce personaje ca ciocoii Dinu Păturică și Tănase Scatiu își primesc la final osânda pentru fărădelegile săvârșite, Iancu Urmatecu urcă cu prudență treptele către înalta societate, asigurându-și o acoperire legală pentru averea sa și o continuitate onorabilă a familiei sale prin căsătorirea Amelicăi cu medicul Matei Sântu și prin transferarea agoniselii sale către urmași. Personajul lui I.M. Sadoveanu percepe starea sa gospodărească tot mai înfloritoare ca recompensă a activității perseverente și dibace de administrare a averii baronului Barbu, așa cum o dovedește ultima frază a romanului în care își încheie prima fază a existenței sale cu un chef zgomotos: „Și pocnind din bici, el o luă înspre Herăstrău, să scoată soarele din lac, de fericit ce era!”.
Relația între Urmatecu și boierul Barbu este mult diferită de cea care se formează între Dinu Păturică și postelnicul Andronache Tuzluc. Criticul Perpessicius constata existența unei relații de simbioză socială între personajele din Sfârșit de veac în București, afirmația lui Urmatecu că „Până la moarte o să am nevoie de Măria-Ta!” nefiind una convențională, ci ilustrând o dependență morală și materială a celor două personaje. Moartea baronului rupe acest echilibru, lipsindu-l pe arhivar de paravanul său politic, după cum își dă singur seama: „De acum se simțea descoperit, pentru că, deși îi mersese vestea de om tare, el nu se socotea în siguranță decât în umbra bătrânului baron. (...) În anii împlinirii, Iancu simțise cum a crescut lângă baron. Firește că acum frică nu-i mai putea fi în niciun fel, pentru că se știa sigur pe așezările sale, dar i se deschidea în jur un pustiu fără liman.”. Urmatecu nu-l părăsește pe baron și apoi pe Bubi pe măsură ce devine tot mai înstărit, ci încearcă să-i integreze familiei sale pentru a-i conferi o aură aristocratică. În același timp, baronul dobândește liniștea sufletească pentru a-și duce existența vegetativă și a-și satisface propriile manii, iar Bubi își găsește unica pârghie de susținere în fața creditorilor ce amenințau să-i confiște până și casele părintești.
Principalul personaj feminin, Jurubița, este o Kera Duduca „mai expertă și mai rafinată” ce a învățat arta manipulării de la Urmatecu, folosind-o cu cinism chiar împotriva fostului partener, și care îl abandonează fără remușcări pe Bubi după ce-i smulsese prin amenințări o mare parte din avere.

## Aprecieri critice
Deși apărut în anii celui de-al Doilea Război Mondial, Sfârșit de veac în București este considerat ca fiind continuator al liniei prozei interbelice autentice, care a fost întreruptă de instaurarea comunismului. El este o operă epică tradițională, construită după un model clasic în care faptele sunt relatate prin prisma naratorului omniscient.
Sfârșit de veac în București se remarcă prin prezentarea mecanismului arivismului social cu o atenție analitică deosebită. Profesorul Valeriu Râpeanu îl plasează pe Ion Marin Sadoveanu în descendența lui Nicolae Filimon și Duiliu Zamfirescu prin descrierea triumfului parvenitului în dauna boierului de viță veche care se ruinează încet, dar sigur. Deși are un spirit rudimentar și vulgar, personajul principal are o inteligență nativă și o vitalitate debordantă. Lăcomia și bădărănia sa sunt compensate de mărinimia față de rudele mai sărace pe care le întreține, deși manifestă față de ele un profund sentiment de dispreț. Ridicarea sa și implicit a unei noi clase sociale se face prin înlocuirea vechii aristocrații, a cărei energie vitală este tot mai puțină.
Romanul realizează o vastă frescă de epocă, înscriindu-se pe linia „balcanismului” pitoresc promovat în literatura română prin scrierile lui Nicolae Filimon și Ion Ghica. Structura internă și abundența descrierilor apropie Sfârșit de veac în București de Enigma Otiliei, ambele romane fiind considerate, prin temă, abordare și personaje, de esență balzaciană. Unii critici literari (printre care Dumitru Micu) susțin însă că imaginea de epocă din acest roman este mai balzaciană decât cea realizată de George Călinescu. Nicolae Manolescu formulează un criteriu de diferențiere, afirmând că, spre deosebire de romanul lui Călinescu care a fost construit deliberat „în sensul convenției balzaciene”, Sfârșit de veac în București urmează neintenționat formula balzaciană. Ca și în romanele lui Balzac, banul circulă viu și este o realitate palpabilă ce poate fi asimilată cu un personaj.
I.M. Sadoveanu descrie minuțios cu o frază îndelung cântărită locurile (străzi, piețe, curți, clădiri, încăperi) pe unde-și poartă personajele, costumele, podoabele, obiectele de uz casnic și preparatele culinare cu mirosurile lor specifice, realizând portrete fizice ample ale personajelor. Acest roman citadin debutează cu înscrierea în geografia bucureșteană a spațiului central al acțiunii (casa lui Urmatecu): „Acolo unde astăzi, în inima Bucureștilor, e o răscruce de străzi și tramvaie numeroase, pe la sfârșitul veacului trecut era o uliță abia însemnată, printre livezi și maidane rar împrejmuite, închipuită numai pe o singură latură, de-a lungul căreia se înșirau câteva locuințe răzlețe”. Bucureștiul lui Ion Marin Sadoveanu nu seamănă cu cel din romanul Craii de Curtea-Veche al lui Mateiu Caragiale, fiind descris cu „voluptatea celui ce i-a trăit cu plenitudine metamorfozele, care i-a cunoscut cu o participare sufletească nedisimulată devenirile identificându-se cu ele”.
Dacă abundența descrierilor amintește de ciclul Comedia umană al lui Balzac, stilul elaborat, meticulos și precis are o tentă mai curând flaubertiană. Eugen Simion găsea unele asemănări cu romanul Salammbô (1862) al lui Gustave Flaubert, iar însuși I.M. Sadoveanu recunoscând, într-o convorbire din 1963, că stilul său ar datora multe scriitorului francez. Alți critici (Paul Georgescu, Ov.S. Crohmălniceanu) au evidențiat asemănări literare și cu „proza artistă” (kunstprosa) germană, rezultat al lecturilor și traducerilor din Goethe și Thomas Mann. Astfel, Crohmălniceanu evidențiază o asemănare între Sfârșit de veac în București și romanul Casa Buddenbrook al lui Thomas Mann.
Romanul realizează și o descriere a moravurilor epocii prin intermediul unor situații particulare precum afaceri veroase, activități politice, chestiuni juridice, „gazetăria venală și odioasă”, sărbători, petreceri sau alte evenimente de familie, precum și un bal mascat organizat la Palat cu prilejul Anului Nou, la care își face apariția și regele Carol I cu regina Elisabeta. „Cartea foiește de viață și are o nescăzută încărcătură dramatică”, constata Ov.S. Crohmălniceanu.
Într-o analiză amănunțită dedicată acestui roman, criticul Perpessicius afirma că Sfârșit de veac în București este „unul din cele mai temeinice romane documentare ale literaturii noastre epice” grație portretului complex al arivistului Iancu Urmatecu, realizat cu „o minuțiozitate de ceasornicar”, în care se poate detecta talentul unui romancier ce creează opere grandioase și durabile.

## Traduceri
Romanul Sfârșit de veac în București a fost tradus în mai multe limbi străine:
- franceză (Fin de siècle à Bucarest, Éditions de Nef, Paris, Éditions en langues étrangères, București, 1958; traducere de I. Dobrogeanu-Gherea; reeditată în 1961),[59]
- germană (Jahrhundertwende in Bukarest, Buchverlag der Morgen, Berlin, 1964; traducere de Elga Oprescu),[59]
- maghiară (Századvég Bukarestben, Editura Kriterion, București, 1976; traducere de György Fáskerthy; reeditată în 1988 de Editura Kriterion din București și Editura Európa din Budapesta),[60]
- poloneză (W swietle gazowych lamp, Państwowy Instytut Wydawniczy, Varșovia, 1976; traducere de Danuta Bieńkowska),[60]
- cehă (Konec stoleti v Bukurešti, Melantrich, Praga, 1979; traducere de Marie Kavková și Jitka Lukešová),[60][61]
- slovacă (Koniec storočia v Bukurešti, Vydavatel’stvo slovensky Spisovatel’, Bratislava, 1982; traducere de Jana Páleniková)[60] și
- rusă (Konec veka v Bukhareste, Hudojestvennaja literatura, Moscova, 1986; traducere de Iuri Kojevnikov).[60]

Fragmente din roman au fost traduse în limbile rusă („Ekipaj”, Redakcija Rumynija, București, 1966; traducere de Maria Olsufieva; 40 p.), franceză („Fin de siècle à Bucarest”, în Jean Boutière (prezentare), Tudor Vianu (pref.), Nouvelles roumaines. Anthologie des prosateurs roumains, Éditions Seghers, Paris, 1962, pp. 255–259; traducere de I. Dobrogeanu-Gherea) și engleză („End of Century in Bucharest”, în Jacob Steinberg (ed.), Introduction to Romanian Literature, Twayne Publishers, New York, 1966, pp. 230–244.).

## Adaptări
Romanul a fost dramatizat de Alecu Popovici pentru Teatrul Național Radiofonic, fiind realizat în 1970 un spectacol de teatru radiofonic cu o durată de 139 de minute în regia artistică a lui Cristian Munteanu. Spectacolul a avut următoarea distribuție: Toma Caragiu (Iancu Urmatecu), Fory Etterle (boierul Barbu), Clody Bertola (prințesa Natalia), Ștefan Mihăilescu-Brăila (Ivanciu), Eugenia Bosânceanu (Mița), Octavian Cotescu (Ghenea Toncu), Sorin Gheorghiu (Bubi), Vasilica Tastaman (Jurubița), Cristina Deleanu (Amelica), Ileana Stana Ionescu (Păuna), Gheorghe Novac (Voicu), Virginia Stoicescu (țăranca bătrână), Dana Cosma (Sultănica), Traian Stănescu (Matei Sântu), Matei Gheorghiu (procurorul Hangiu), Dan Damian (ziaristul) ș.a. Echipa tehnică a fost alcătuită din Constantin Botez (regia de studio), Mihai Roman (regia muzicală) și ing. George Buican (regia tehnică). Reprezentația teatrală a avut șase episoade, ce au fost difuzate în premieră în perioada 7–12 decembrie 1970, și a avut un mare succes, actorul Toma Caragiu mărturisind în interviurile sale că a primit sute de scrisori de la ascultători. Cele șase episoade ale serialului poartă următoarele titluri: „Iancu Urmatecu în casă nouă”, „Jurubița”, „Moșia”, „Păuna”, „Primul bal” și „Întoarcerea boierului Bubi”.